# Macaca leucogenys
Macaca leucogenys  is een zoogdier uit de familie van de apen van de Oude Wereld (Cercopithecidae). De wetenschappelijke naam van de soort werd voor het eerst geldig gepubliceerd door Li, Zhao, & Fan in 2015.

## Voorkomen
De soort komt voor in China (Metog) en India (Arunachal Pradesh).